# (1778) Alfvén
(1778) Alfvén ist ein Asteroid des Hauptgürtels, der am 26. September 1960 vom niederländischen Forscherteam Cornelis Johannes van Houten, Ingrid van Houten-Groeneveld und Tom Gehrels im Rahmen des Palomar-Leiden-Surveys entdeckt wurde.
Der Asteroid ist nach dem schwedischen Astrophysiker Hannes Alfvén benannt.